# Aşağıalagöz, Varto
Aşağı Alagöz là một xã thuộc huyện Varto, tỉnh Muş, Thổ Nhĩ Kỳ. Dân số thời điểm năm 2011 là 166 người.